# Parc national de Paparoa
Le parc national de Paparoa est situé sur la côte ouest de l'île du Sud de la Nouvelle-Zélande.
Fondé en 1987, il recouvre 308 km2, de la côte aux pics de la chaîne de Paparoa (en). Une autre section du parc, séparée du reste, est au nord, autour du ruisseau Ananui.
Le parc abrite une région de karst calcaire célèbre, les Pancake Rocks, et plusieurs cavernes qui attirent les touristes avides de spéléologie, mais la plus grande partie du territoire est couverte de forêt et de végétation diverse.
En 1995, le parc vit le drame du « désastre de la crique Cave » (« Cave Creek disaster »), où une plateforme d'observation s'écroula, tuant quatorze personnes.
Le petit village de Punakaiki est la communauté la plus proche du parc.

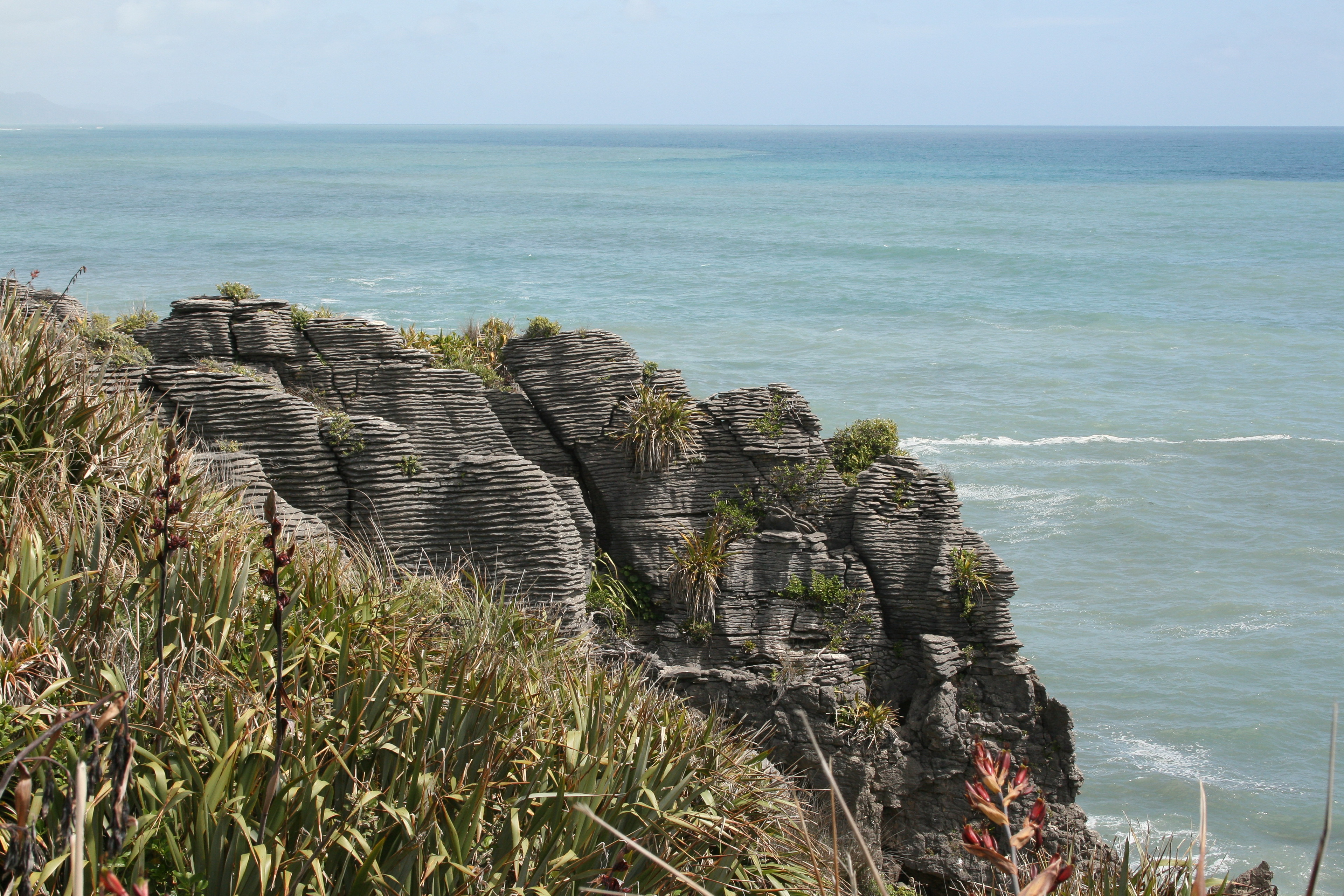
Vue des Pancake Rocks

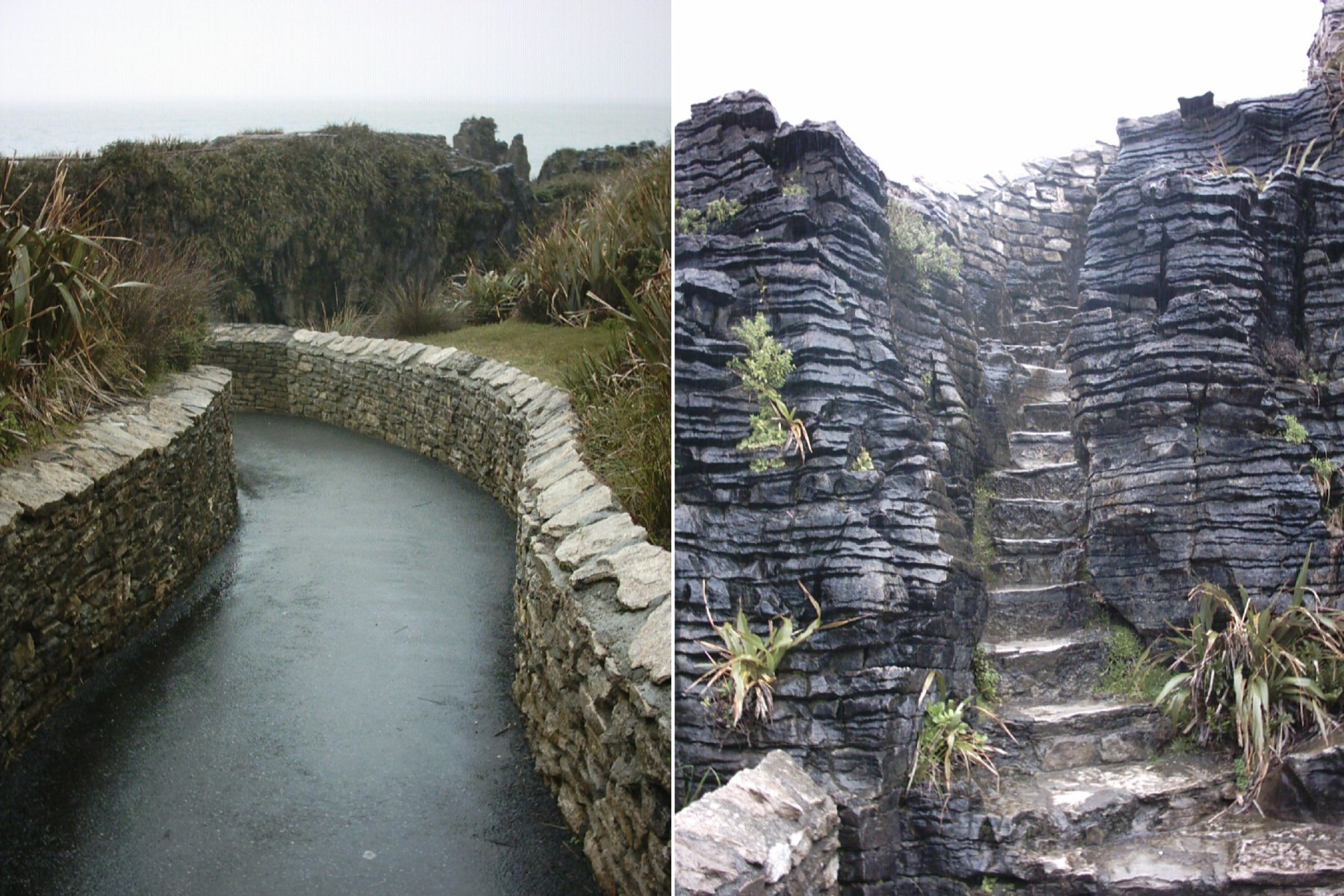
Chemins frayés parmi les Pancake Rocks